# Arzón (Negreira)
Mondongo (llamada oficialmente San Cristovo de Arzón) es una parroquia española del municipio de Negreira, en la provincia de La Coruña, Galicia.

## Entidades de población
Entidades de población que forman parte de la parroquia:
- Devesa (A Devesa)
- Porqueira
- Romarís

## Demografía
| Gráfica de evolución demográfica de Arzón entre 2000 y 2018 |
|                                                             |
| Datos según el nomenclátor publicado por el INE.            |